# Boana
Boana ou Woana est une localité du Cameroun, située dans l'arrondissement de Buéa, le département du Fako et la région du Sud-Ouest.

## Population
En 1953, Boana avait 247 habitants. En 1967, Boana comptait 270 habitants, principalement des Bakweri. Lors du recensement de 2005, on a dénombré 729 personnes.